# 童璽
童璽（15世紀—16世紀），字信之，福建汀州府連城縣人，明朝政治人物。

## 生平
童璽是成化十六年（1480年）庚子科福建鄉試舉人，授全州同知，改任平樂通判，再轉高州同知，未就任因父親逝世回鄉，服闋後調為廣州同知，罷去佛山鐵課，用計平定增城流寇，入朝擔任刑部員外郎，陞刑部郎中，上疏請求建築連城縣邑城；再外轉澂江知府，遷府治到暘溥山，移學宮到府治舊址，舊學宮則改建為仰山書院，在東谷興建河堤阻擋府東北溪水暴漲以防範洪水，建築府城及樵樓，遷移屯倉，澂江人感恩戴德為其立祠，秩滿後辭官歸養年逾九十歲的母親，朝夕不懈，母親年滿一百零一歲才去世。

## 引用
1. 1 2  民國《洪洞縣志·卷十二·人物志上》：童璽，字信之，天性孝友，領成化庚子鄉薦，初授全州同知，累遷平樂府通判，高州府同知，服闋改廣州。力罷佛山鐵課，以計平增城寇，遷刑部員外，尋轉郎中。疏請築連邑城，時母年將九十，給假省親，遂首倡興築，尋遷澂江府知府，建城遷學，平猺弭寇，澂人戴德，立祠祀之，秩滿歸養，年逾古稀，侍奉九旬老母，朝夕不懈，母年百有一歲。
2. ↑  道光《澂江府志·卷十三·名宦》：童璽 字信之，連城舉人。正德間任知府。始至以郡治弗利，改遷於暘溥山，移學於郡治舊基，仍以舊學為仰山書院。郡東北有溪，每值霖潦為害。公築堤東谷障之北流。築郡城、樹樵樓、移屯倉，政績最多。